# Nico Elvedi
Nico Elvedi (ur. 30 września 1996 w Zurychu) – szwajcarski piłkarz, występujący na pozycji obrońcy w niemieckim klubie Borussia Mönchengladbach oraz w reprezentacji Szwajcarii. Uczestnik Mistrzostw Świata 2022 oraz Mistrzostw Europy 2020. 
Wychowanek FC Zürich. Został powołany na Mistrzostwa Świata 2018 oraz Mistrzostw Europy 2016 i 2024.

## Kariera klubowa
Elvedi rozpoczął treningi piłki nożnej w 2005 roku w FC Greifensee, a w 2006 trafił do FC Zürich. W styczniu 2014 został włączony do pierwszej drużyny tego klubu, a dwa miesiące później podpisał z nią kontrakt. W czerwcu 2015 podpisał czteroletni kontrakt z Borussią Mönchengladbach.

## Kariera reprezentacyjna
Grał w młodzieżowych reprezentacjach Szwajcarii do lat 17, 19, 20 i 21. W dorosłej kadrze zadebiutował 28 maja 2016 w przegranym 1:2 meczu z Belgią. Dwa dni później znalazł się w 23-osobowej kadrze Szwajcarii na Euro 2016.

## Życie osobiste
Jego brat bliźniak Jan również jest piłkarzem.